# J.D. Barker
J.D. Barker (właściwie Jonathan Dylan Barker) (ur. 7 stycznia 1971 w Lombard, Illinois) – amerykański pisarz, autor thrillerów z elementami horroru, science fiction i zjawisk nadprzyrodzonych.

## Życiorys
Do czternastego roku życia mieszkał w Crystal Lake w stanie Illinois, po czym przeprowadził się wraz z rodziną do Englewood w stanie Floryda. Uczęszczał do The Art Institute w Fort Lauderdale, gdzie uzyskał dyplom w zakresie biznesu. Początkowo pracował jako dziennikarz i ghostwriter. W 2014 roku zadebiutował jako powieściopisarz książką Forsaken, która została nominowana do Nagrody Brama Stokera w kategorii debiut powieściowy i zdobyła New Apple Medalist Award. Po zapoznaniu się z tekstem Forsaken, z Barkerem skontaktowała się rodzina Brama Stokera, proponując stworzenie prequela powieści Brama Stokera Dracula z 1897 roku. Efektem był Dracul (2018), napisany przez Barkera wspólnie z Dacre’em Stokerem. Prawa do ekranizacji książki nabyła wytwórnia Paramount Pictures.
Barker jest autorem trylogii 4MK o detektywie Samie Porterze, w której skład wchodzą powieści Czwarta małpa (2017), Piąta ofiara (2018) i Szóste dziecko (2019). Jego książki, niekiedy pisane z Jamesem Pattersonem, trafiły na listy bestsellerów „New York Timesa” i zostały przetłumaczone na przeszło dwadzieścia języków. Mieszka wraz z żoną Dayną w stanie Pensylwania.

## Powieści
- Forsaken  (2014), wyd. polskie Opuszczona, tłum. Tomasz Wyżyński (2024, ISBN 978-83-8252-742-1)
- The Fourth Monkey (2017), wyd. polskie Czwarta małpa, tłum. Agnieszka Wyszogrodzka-Gaik (2018, ISBN 978-83-8015-577-0)
- The Fifth to Die (2018), wyd. polskie Piąta ofiara, tłum. Agata Ostrowska (2019, ISBN 978-83-8143-052-4)
- Dracul (2018, z Dacre’em Stokerem), wyd. polskie Dracul, tłum. Szymon Żuchowski (2020, ISBN 978-83-8143-200-9)
- The Sixth Wicked Child (2019), wyd. polskie Szóste dziecko, tłum. Agata Ostrowska (2020, ISBN 978-83-8143-551-2)
- She Has A Broken Thing Where Her Heart Should Be (2020), wyd. polskie W jej sercu czai się mrok, tłum. Agata Ostrowska (2022, ISBN 978-83-8143-972-5)
- The Coast-to-Coast Murder (2020, z Jamesem Pattersonem)
- A Caller’s Game (2021,  wyd. polskie Gra na antenie, tłum. Tomasz Wyżyński (2024, ISBN 978-83-8252-749-0)
- The Noise (2021, z Jamesem Pattersonem)
- Death of the Black Widow (2022, z Jamesem Pattersonem), wyd. polskie Śmierć czarnej wdowy, tłum. Tomasz Wyżyński (2023, ISBN 978-83-8252-463-5)
- Behind A Closed Door (2024), wyd. polskie Zabójcze pożądanie, tłum. Tomasz Wyżyński (2025, ISBN 978-83-8252-917-3)
- Confessions of the Dead (2024, z Jamesem Pattersonem)
- Something I Keep Upstairs (2025)